# Ace Mahbaz

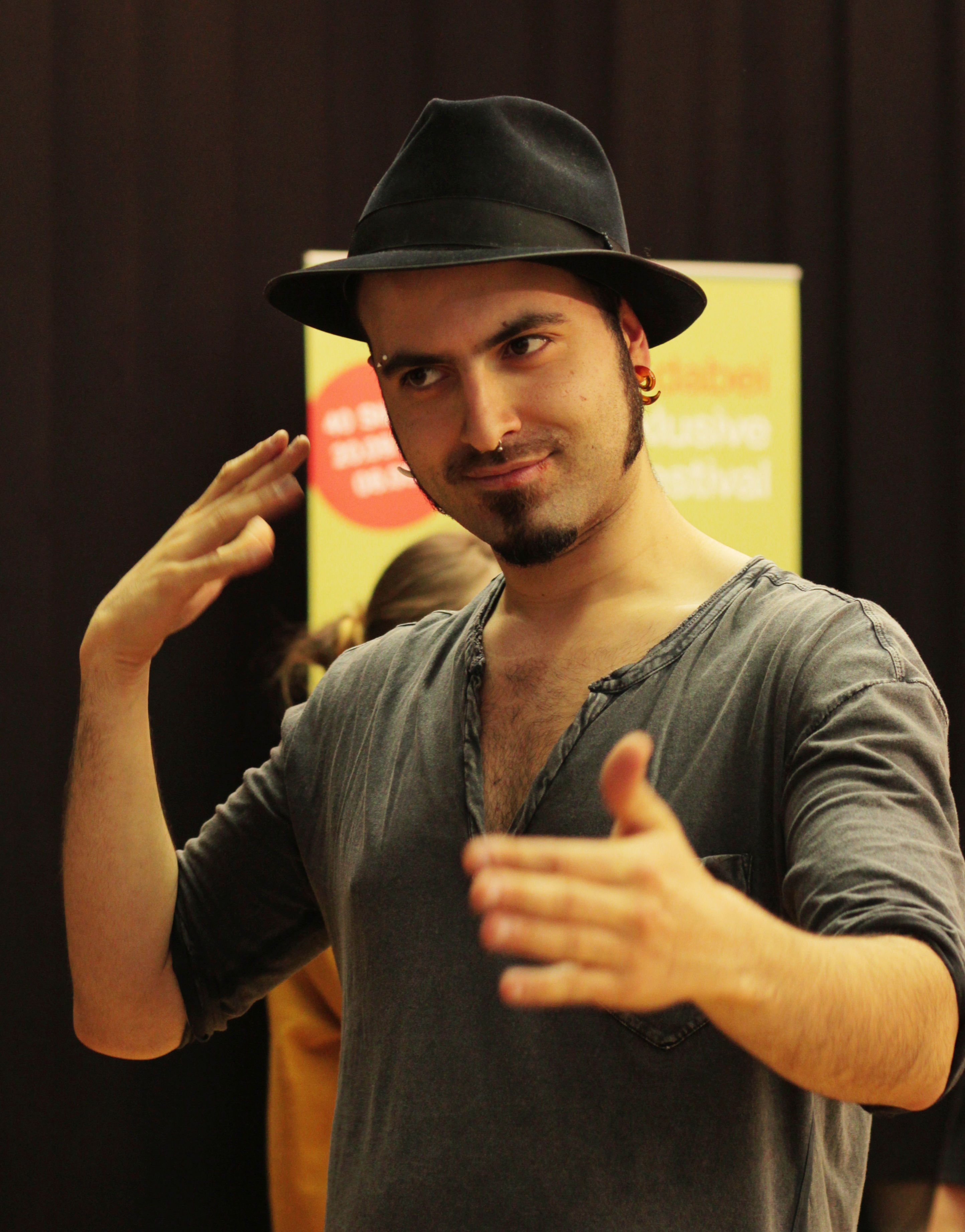
Ace Mahbaz (2013)

Ace Mahbaz (persisch آسه ماهباز, geboren 25. Juni 1986 in Teheran, eigentlich Seyed Ali Mahbaz) ist ein gehörloser Schauspieler und Autor.

## Leben
Ace Mahbaz ist seit seiner Geburt taub. Seit 2003 ist er mit verschiedenen Theaterstücken, Solo-Auftritten, Festivals als Schauspieler, Moderator in DGS und anderen Gebärdensprache tätig und ist bekannt in der Taubengemeinschaft Europas. Er wohnt jetzt in Stockholm, Berlin und London und beherrscht fünf Gebärdensprachen fließend.

## Theater
- Il cioccolato, Davanti theatre, 2008
- Amor Jr., Davanti theatre, 2009–2011
- Metroworld, ON OFF-Compagnie, 2011–2014[1]
- 4Play, Deafinitely theatre, 2013[2]
- Ein Sommernachtstraum,  Shakespeare's Globe, 2014
- Teater Manu, 2015[3]
- HEM, Riksteatern Tyst Teater, 2019[4]
- Peter Pan, Riksteatern Tyst Teater, 2019[5]

## Filmografie (Auswahl)
- 2011: Rotkäppchen
- 2012: You, Me
- 2014: Battle Lines
- 2015: Love is blind
- 2016: Small World[6]
- 2017: Sign Gene